# Tadeusz Walasek
Tadeusz Walasek est un boxeur polonais né à Elżbiecin le 15 juillet 1936 et mort le 4 novembre 2011.

## Carrière
Médaillé de bronze aux Jeux olympiques de Tokyo en 1964 et d'argent à Rome en 1960 dans la catégorie poids moyens, sa carrière amateur est également marquée par un titre européen à Belgrade en 1961 et par deux médailles d'argent à Lucerne en 1959 et à Prague en 1957 (en super-welters).

### Jeux olympiques
- Médaille de bronze en -75 kg aux Jeux de 1964 à Tokyo.
- Médaille d'argent en -75 kg aux Jeux de 1960 à Rome.
- Participation aux Jeux de 1956 à Melbourne.

### Championnats d'Europe de boxe amateur
- Médaille d'or en -75 kg en 1961 à Belgrade, Yougoslavie
- Médaille d'argent en -75 kg en 1959 à Lucerne, Suisse
- Médaille d'argent en -71 kg en 1957 à Prague, Tchécoslovaquie

### Championnats de Pologne
- Champion national à 7 reprises, de 1958 à 1964
- Vice-champion national en 1956

## Référence
1. ↑  (en) Résultats des championnats d'Europe 1961 (amateur-boxing.strefa.pl)